# Diskrétní logaritmus
Nechť {\displaystyle p,g,k,Y} jsou přirozená čísla, pro něž platí {\displaystyle Y\equiv g^{k}{\pmod {p}}}. Potom každé číslo {\displaystyle k} odpovídající uvedené rovnici nazveme diskrétní logaritmus o základu {\displaystyle g} z {\displaystyle Y} vzhledem k modulu {\displaystyle p}. Tato definice nedefinuje číslo {\displaystyle k} jednoznačně, proto se někdy upravuje tak, že ze všech možných diskrétních logaritmů ve smyslu předchozí definice se vybere ten nejmenší.
Obecně se nemusí jednat přímo o přirozená čísla modulo {\displaystyle m}, diskrétní logaritmus je zobecnění klasického logaritmu pro konečné cyklické grupy.

## Praktické užití
Zatímco spočíst {\displaystyle Y} ze znalosti {\displaystyle k,p,g} je snadné, spočíst diskrétní logaritmus {\displaystyle k} ze znalosti {\displaystyle Y,p,g} je velmi obtížné. To předurčuje tento problém k využití v asymetrické kryptografii. Ale standard NIST redukuje grupu pro {\displaystyle p} (například 1024 bitů) na podgrupu {\displaystyle q} (160 bitů).